# Bodil Steen
Bodil Jørri Steen (f. Jensen 14. januar 1923 i København, død 10. januar 1979 på Frederiksberg) var en dansk skuespiller.
Bodil Steen blev først og fremmest kendt som revy- og lystspilskuespiller, der med sin karakteristiske sangstemme gjorde mange revyviser landskendte.
I Køge lå restauranten Bodil Steen, der var udsmykket med fotos og plakater fra Steens karriere.

## Karriere
Allerede som 16-årig debuterede hun som danser i Helsingør Revyen. Straks herefter blev hun elev på Apollo Teatret. I 1947 fik hun et stort gennembrud, da hun sang i Fifferrevyen Striber på Strøget den senere meget kendte sang Den er så sød, når den først kommer frem (en lille blå elefant med snabel).
Hun optrådte bl.a. på ABC Teatret i 1949 og kom til Cirkusrevyen i 1950. Fra 1951 var hun med i Apollorevyen og op gennem 1950'erne var hun primadonna i Helsingør Revyen og optrådte på Det ny Scala. Her dannede hun bl.a. par med Marguerite Viby, og de to optrådte f.eks. 407 gange som de to gamle tanter i Arsenik og gamle kniplinger. På Alléscenen viste Steen også sit talent som karakterskuespiller i En duft af honning og Gidslet.
Hun debuterede som filmskuespiller i 1939 i I dag begynder livet, og det blev efterfølgende til en lang række film.
I midten af 1960'erne måtte Bodil Steen trappe sin karriere ned på grund af nervesammenbrud og sygdom.

## Ægteskaber
Hun var gift/samlevende med:
- Knud Børge Andersen, prokurist, søn af grosserer Georg Andersen, gift 10. april 1941 i Jesuskirken[2]
- Jørgen Vilhelm Hoppe, grosserer, gift 14. december 1942 på Frederiksberg Rådhus.[3]
- Erik Otto Schack Hærskjold, trælasthandler
- Stig Lommer, revydirektør
- Preben Mahrt, skuespiller
- Hans Bruun Brenaa, balletdanser og -instruktør, gift 26. august 1953 i Tikøb Kirke[4]
- Sven Borre, redaktør på Ekstrabladet, gift i Frankrig
- Ole Bram, regissør
- Nico, blikkenslager, regissør, filmproducer og Steens manager

Med Ole Bram fik hun sønnen Bo.

## Filmografi
- I dag begynder livet – 1939
- Tror du jeg er født i går? – 1941
- Når katten er ude – 1947
- Det hændte i København – 1949
- Op og ned langs kysten – 1950
- Vores lille by – 1954
- Hendes store aften – 1954
- I kongens klær – 1954
- Min datter Nelly – 1955
- Det var på Rundetårn – 1955
- Taxa K-1640 Efterlyses – 1956
- Hvad vil De ha'? – 1956
- Lån mig din kone – 1957
- Pigen og vandpytten – 1958
- Det lille hotel – 1958
- Rikki og mændene – 1962
- Det tossede paradis – 1962
- Han, hun, Dirch og Dario – 1962
- Pigen og pressefotografen – 1963
- Slottet – 1964
- Pigen og millionæren – 1965
- Sytten – 1965
- Mor bag rattet – 1965
- Soyas tagsten – 1965
- Dyden går amok – 1966
- Min kones ferie – 1967
- Lille spejl – 1978